# هوريا، ألبا
هوريا هي قرية تقع في إقليم ألبا في رومانيا.

## السكان
حسب إحصائيات 2002 بلغ عدد سكان القرية 2,371 نسمة.